# فهد ابو جابر
فهد ابو جابر (انگلیسی: Fahad Abo Jaber؛ زادهٔ ۲۱ مارس ۱۹۸۶) یک بازیکن فوتبال اهل عربستان سعودی است.
از باشگاه‌هایی که در آن بازی کرده‌است می‌توان به باشگاه فوتبال الوطنی عربستان سعودی اشاره کرد.